# Юраков Олександр Дмитрович
Олександр Дмитрович Юраков (нар. 9 червня 1963 р., Київ) — український громадський і політичний діяч, експерт у галузі транспорту. Засновник громадського руху «Ми разом». У минулому — підприємець. Депутат Києво-Святошинської районної ради VI скликання, кандидат у депутати на парламентських виборах 2014 року.

## Біографічні відомості
Народився та виріс у Солом'янському районі Києва в сім'ї професійних будівельників. У 1981 р. здобув професію плиточника-облицювальника в Київському міському професійному технічному училищі № 25, після чого отримав перший досвід роботи: в будівельному управлінні № 6 тресту «Укрнафтогазспецмонтаж» (с. Тарасівка Києво-Святошинського району). У 1984–1986 рр. служив у радянській армії: здобув звання старшого сержанта та посаду заступника командира взводу артилерійської батареї.
Впродовж 1987–1992 рр. навчався на історичному факультеті Київського національного університету ім. Т. Шевченка за спеціальністю «Історія». У 1992 р. вступив на другий курс юридичного факультету того ж університету (заочне відділення) й у 1997 р. отримав другу вищу освіту за спеціальністю «Правознавство». У 2002–2004 рр. також навчався в Інституті післядипломної освіти Тернопільської академії народного господарства (Нині - Західноукраїнський національний університет) за спеціальністю «Фінанси». Має диплом фахівця з управління державними корпоративними правами, виданий Фондом державного майна. Виховує двох синів.

## Кар'єра
З 1992 р. розпочав юридичну практику, а згодом — адвокатську. Від 1997 р. працював на керівних посадах будівельних і транспортних підприємств різних форм власності.
У 2005–2008 рр. був радником Міністра транспорту України, завідував секретаріатом Комітету Верховної Ради України з питань транспорту і зв'язку.
З 2009 до 2014 рр. був директором компанії L.I.T. Group, що спеціалізувалася на вантажних перевезеннях залізничним транспортом.
До червня 2013 р. був співвласником телеканалу UBR.
Директор ТОВ «Універсальна транспортно-машинобудівна група», підприємство не провадить господарської діяльності.

## Громадська діяльність
У 2012 році заснував громадський рух «Ми разом». За визначенням Олександра Юракова, це відкритий громадський рух, створений для захисту інтересів простих людей. Задекларовані напрямки діяльності руху: організація проектів щодо підвищення рівня життя громадян, забезпечення дотримання трудових прав найманих працівників, правове консультування та допомога у відновленні порушених прав найменш захищених верств населення, пропагування здорового способу життя та підтримка розвитку масового спорту в малих містах та селищах України.
У містах Боярка, Вишневе й Ірпінь Києво-Святошинського району функціонують громадські приймальні руху «Ми разом», де фахові юристи безоплатно консультують громадян щодо пенсійного забезпечення, соціальних виплат, комунальних пільг тощо.
Також у 2014 р. Олександр Юраков заснував Професійну спілку «Єдина асоціація працівників виборчих комісій». Мета організації — захист економічних і соціальних прав працівників.

## Політична діяльність
31 жовтня 2010 р. був обраний депутатом VI скликання Києво-Святошинської районної ради Київської області. Очолював постійну комісію райради з питань капітального будівництва, інвестицій, реклами та благоустрою. В рамках цього органу займався проблемою незаконних сміттєзвалищ і нецільового використання рекреаційних ресурсів.
На парламентських виборах 2012 р. балотувався до Верховної Ради за одномандатним виборчим округом № 95. Спочатку — як самовисуванець, але пізніше прийняв пропозицію підтримки своєї кандидатури від партії УДАР. За словами самого Юракова, під час короткої співпраці він розчарувався партією УДАР, оскільки керівництво політичної сили не дотрималося домовленостей про його єдину кандидатуру: разом із ним балотувався ще один «ударівець», який «відтягнув» в Юракова 3002 голоси виборців. З огляду на це на парламентських виборах 2014 р. балотувався в народні депутати від Радикальної партії Олега Ляшка.

## Нагороди та відзнаки
Нагороджений орденом «За заслуги» III ступеня, знаком «Почесний працівник транспорту України» від Міністерства транспорту, орденом Князя Костянтина Острозького І ступеня, орденом Святого Миколи Чудотворця III ступеня.

## Критика
У лютому 2014 р. на антикорупційному порталі «Наші гроші» вийшов матеріал про укладання угоди за результатом тендеру між ДП "Міжнародний аеропорт «Бориспіль» та ПП «Тіді ЛТД» на суму 22,39 млн грн, який, за інформацією НГ, відбувся непрозоро. В матеріалі йдеться про те, що до тендеру нібито мав стосунок Олександр Юраков, тому що власником і керівником комерційної структури «Тіді ЛТД» виявилась його колишня дружина Оксана Юракова.
Також, за даними Єдиного державного реєстру, телефонний номер «Тіді ЛТД», зазначений у документах, збігається з контактним номером ТОВ «Універсальна транспортно-машинобудівельна група», власником якої був і є Юраков. На момент проведення тендеру компанія «Тіді ЛТД» існувала протягом півроку і до цього ніколи не вигравала тендерів. Окрім того, в матеріалі зазначено, що пропозиція «Тіді ЛТД» не була найдешевшою на тендері: троє учасників пропонували виконати замовлення на 25–50 % дешевше, але їм було відмовлено без пояснення причин.
На критику щодо причетності до цього непрозорого тендеру Юраков відповів, що на момент проведення тендеру більш ніж 5 років був із нею розлучений і відтоді не мав жодного стосунку до її бізнес-діяльності.
Також ЗМІ звинувачували Олександра Юракова в тому, що він «змінив політичну віру», маючи на увазі перехід із партії УДАР до Радикальної партії Олега Ляшка. Причини переходу Олександр Юраков пояснив у своєму блозі.